# Яковлєв Сергій Сергійович
Сергі́й Сергі́йович Я́ковлєв (рос. Сергей Сергеевич Яковлев), (4 серпня 1925 , Курган, Уральська область  — 1 січня 1996 , Москва ) — радянський і російський актор. Народний артист РРФСР (1985). Член Спілки кінематографістів Росії.

## Біографія
Закінчив Державний інститут театрального мистецтва (рос. ГИТИС) (1952).

## Фільмографія
Знімався у фільмах:
- «Довгий шлях» (1956, Василь Кругліков),
- «Комуніст[4]» (1957, Денис),
- «Вісімнадцятий рік» (1958, Рубльов),
- «Москва — Генуя» (1964, Безликов),
- «Надзвичайний комісар» (1970, Казаков),
- «Злочин» (1976, Глушко),
- «Тіні зникають опівдні» (1972, т/ф, Морозов),
- «Сходження» (1976, Сич),
- «Вогняні дороги» (1977—1984, російський лікар)
- «Немухінські музиканти» (1981)

та в українських кінокартинах:
- «Дім з мезоніном» (1961, художник),
- «Вогонь» (1973, Сергеєв),
- «Хлопчаки їхали на фронт» (1975, директор заводу),
- «Весна двадцять дев'ятого» (1975),
- «Доля барабанщика» (1975, т/ф, 3 а),
- «Відпустка, яка не відбулася» (1976, батько),
- «Контрзахід» (1976, головний інженер),
- «У привидів у полоні» (1984, Лагута),
- «На крутозламі»,
- «Ми звинувачуємо» (1985),
- «Щасливий, хто кохав» (1986, адвокат) та ін.